# Товариство української мови США
Товариство української мови США — громадська організація української діаспори у США, яка була створена у 1989 р. Головна мета організації — проведення допомогових акцій для споріднених громадських та громадсько-політичних організацій в Україні. У першу чергу — Товариства української мови та Народного Руху України.
Засновники організації: Тарас Гунчак, Іван Фізер, Леонід Рудницький, Лариса Онишкевич, Богдан Певий і Роман Воронка. Голова організації — професор Роман Воронка.
Основні акції Товариства української мови США — допомога ТУМ України та НРУ комп'ютерною технікою, книгами. Ряд членів ТУМ-США приїздило в Україну з лекторськими курсами до вищих навчальних закладів (зокрема, Тарас Гунчак, Роман Воронка).
Одне з найбільших дочірніх (регіональних) Товариств української мови у США — Товариство української мови Чикаго.